# Hutton Lake Wildlife Refuge
O Hutton Lake Wildlife Refuge é um refúgio natural localizado em Laramie Basin, nos Estados Unidos. Foi criado em 1932 para proteger a área de nidificação de aves migrantes e outras espécies. Inicialmente foi criado com 153 acres de área, sendo expandido gradualmente até chegar o tamanho atual de 1 968 acres. Devido a alta altitude (2 179 metros), os pastos secos que os rodeiam fazem com que haja complexos de pântanos, com lagos e brejos, formando um ecossistema único no ambiente semiárido. O refúgio é o habitat de várias espécies como o Cynomys leucurus, o sapo-de-wyoming e a águia-real. São registrados 85 espécies de plantas, três de anfíbios, 146 de aves, três de répteis e 29 de mamíferos. A visitação ocorre principalmente entre março e outubro, quando é possível se observar melhor as vida silvetre, e limitada entre novembro e fevereiro por causa do inverno. As visitas podem ser para recreação ou estudos, já que é possível conhecer melhor a fauna e flora de Laramie Basin.